# The Last Five Years
The Last Five Years (Brasil:Os Últimos 5 Anos) é um musical escrito por Jason Robert Brown. Estreou no Northlight Theatre de Chicago em 2001 e foi produzido Off-Broadway em março de 2002. Desde então, teve inúmeras produções nos Estados Unidos e internacionalmente, inclusive no Brasil, interpretado e produzido pelos atores Beto Sargentelli e Eline Porto. O espetáculo foi também adaptado para o cinema, com título homônimo em 2014.
A história explora um relacionamento de cinco anos entre Jamie Wellerstein, um romancista em ascensão, e Cathy Hiatt, uma atriz em dificuldades. O programa usa uma forma de contar histórias em que a história de Cathy é contada em ordem cronológica reversa (começando o programa no final do casamento), e a de Jamie é contada em ordem cronológica (começando logo após o casal se conhecer). Os personagens não interagem diretamente, exceto por uma canção de casamento no meio, conforme suas linhas do tempo se cruzam.

## Inspiração
The Last Five Years foi inspirado no casamento fracassado de Brown com Theresa O'Neill. O'Neill processou Brown alegando que a história do musical violava os acordos de não discriminação e não divulgação dentro do decreto de divórcio, por representar seu relacionamento com Brown muito de perto. Brown, por sua vez, processou O'Neill por interferir em seu trabalho criativo e seu processo criativo. Como parte do acordo legal para ambos os processos, Brown removeu todas as referências ao personagem ser católico irlandês e mudou a música "I Could Be in Love With Someone Like You" para "Shiksa Goddess" a fim de reduzir a semelhança entre a personagem , Cathy e O'Neill.

## Sinopse
Cathy está sentada sozinha lamentando o fim de seu casamento ("Still Hurting"). Mudamos para encontrar Jamie. Faz cinco anos e ele acaba de conhecer Cathy. Jamie está radiante por namorar fora de sua herança judaica ("Deusa Shiksa").
Cathy e Jamie estão em Ohio. É o aniversário dela e ele veio visitá-la enquanto ela trabalha em um show lá ("See I'm Smiling"). Ela está ansiosa para resolver qualquer problema no casamento, mas fica furiosa quando Jamie diz que precisa voltar mais cedo para Nova York. Durante os intervalos da música, vemos um Jamie mais jovem, conversando com um agente literário sobre seu livro.
Jamie está indo morar com Cathy. Ele comenta a sorte que tem de que tudo está dando certo para ele; seu livro está sendo publicado e sua vida com Cathy parece boa demais para ser verdade ("Moving Too Fast"). Em outro lugar, uma Cathy mais velha está ligando para seu agente: parece que sua carreira não está indo como planejou.
Cathy vai à festa do livro de Jamie. Ela canta sobre como ele a ignora por sua escrita, mas ela sempre estará apaixonada por ele ("I'm a Part of That").
Jamie e Cathy comemoram seu segundo Natal. Ele conta a ela uma nova história que escreveu sobre um velho alfaiate chamado Schmuel e lhe dá um presente de Natal: um relógio, prometendo apoiá-la enquanto ela segue seus sonhos de atuar ("A canção de Schmuel") .
Cathy está em Ohio e escrevendo para Jamie. Ela descreve a Jamie sua vida decepcionante em Ohio entre seus colegas excêntricos ("Um verão em Ohio").
Jamie está sentado com Cathy no Central Park. Jamie a pede em casamento e, pela primeira vez no musical, eles cantam juntos ("The Next Ten Minutes"). Eles se casam, trocando votos de ficarem juntos para sempre.
Jamie está enfrentando a tentação de outras mulheres, especialmente agora que sua carreira como escritor aumentou ("A Miracle Would Happen"). Cathy, por sua vez, está fazendo um teste para um papel ("When You Come Home to Me"). Ela está se abatendo sobre a rejeição que enfrenta como atriz e reclama com Jamie ("Climbing Uphill").
Jamie fala com Cathy ao telefone, tentando convencê-la de que não há nada acontecendo entre ele e sua editora, Elise. Ele quer comemorar uma resenha de livro, mas Cathy se recusa a sair.
Jamie está brigando com Cathy, tentando fazer com que ela o ouça. Ele a acusa de não apoiar sua carreira apenas porque a dela está falhando. Embora suas palavras sejam duras, ele promete a ela que acredita nela ("If I Didn't Believe in You").
Uma Cathy mais jovem está no carro com Jamie, que vai encontrar seus pais. Ela conta a ele sobre seus relacionamentos anteriores e espera não acabar em uma vida de cidade pequena, como sua amiga do colégio ("I Can Do Better Than That"). Ela pede a Jamie para morar com ela.
Perto do fim do relacionamento, Jamie acorda ao lado de outra mulher ("Nobody Needs to Know"). Ele tenta defender suas ações e culpa Cathy por destruir sua privacidade e seu relacionamento. Jamie promete não mentir para essa mulher e diz a ela que "Eu poderia estar apaixonado por alguém como você", assim como ele faz com Cathy em "Shiksa Goddess".
Cathy está em êxtase após seu primeiro encontro com Jamie. Ela canta adeus ("Goodbye Until Tomorrow"). Ela proclama que esteve esperando por Jamie toda a sua vida. Simultaneamente, mas cinco anos depois, Jamie se senta em seu apartamento compartilhado escrevendo lamentos sobre o relacionamento ("I Could Never Rescue You"). Enquanto Cathy acena para Jamie "adeus até amanhã", Jamie deseja simplesmente "adeus" a Cathy.

## Produção no Brasil
No Brasil, o espetáculo foi protagonizado e produzido em 2018 e 2019 no Teatro Nair Bello por Beto Sargentelli e Eline Porto e contou com a direção de João Fonseca, direção musical de Thiago Gimenes, Versão Brasileira de Rafael Oliveira, Design de Luz de Paulo Cesar Medeiros e Design de Som de Tocko Michelazzo. Em 2020 estava prevista a temporada carioca do musical, mas foi adiada temporariamente devido a pandemia do COVID-19.

## Adaptação para o cinema
Uma adaptação estrelada por Anna Kendrick e Jeremy Jordan foi dirigida pelo diretor de PS, I Love You, Richard LaGravenese. O filme estreou no Festival Internacional de Cinema de Toronto de 2014 e teve um lançamento limitado nos cinemas em 2015. Recebeu críticas mistas a positivas.

## Prêmios
A montagem brasileira foi premiada em todas as categorias de criação, além dos atores. Entre eles:
| Prêmio                           | Ano       | Categoria                | Premiado                       | Resultado |
| -------------------------------- | --------- | ------------------------ | ------------------------------ | --------- |
| Prêmio Bibi Ferreira             | 2019      | Melhor Ator              | Beto Sargentelli               | Venceu    |
| Prêmio Broadway World Brazil     | 2018/2019 | Melhor Musical           | Os Últimos 5 Anos              | Venceu    |
| Prêmio Broadway World Brazil     | 2018/2019 | Melhor Diretor           | João Fonseca                   | Venceu    |
| Prêmio Broadway World Brazil     | 2018/2019 | Melhor Ator              | Beto Sargentelli               | Venceu    |
| Prêmio Broadway World Brasil     | 2018/2019 | Melhor Versão Brasileira | Rafael Oliveira                | Venceu    |
| Prêmio Aplauso Brasil            | 2018      | Melhor Musical           | Os Últimos 5 Anos              | Indicado  |
| Prêmio Destaque Imprensa Digital | 2018      | Melhor Atriz             | Eline Porto                    | Indicado  |
| Prêmio Destaque Imprensa Digital | 2018      | Melhor Ator              | Beto Sargentelli               | Indicado  |
| Prêmio É Sobre Musicais          | 2018      | Melhor Par               | Beto Sargentelli e Eline Porto | Venceu    |
| Prêmio É Sobre Musicais          | 2018      | Melhor Ator              | Beto Sargentelli               | Venceu    |
| Prêmio É Sobre Musicais          | 2018      | Melhor Atriz             | Eline Porto                    | Venceu    |
| Prêmio Melhores do Ano UOL       | 2018      | Melhor Atriz             | Eline Porto                    | Venceu    |
| Prêmio Melhores do Ano UOL       | 2018      | Melhor Direção Musical   | Thiago Gimenes                 | Venceu    |
| Prêmio Melhores do Ano UOL       | 2018      | Melhor Design de Luz     | Paulo César Medeiros           | Venceu    |
| Prêmio Melhores do Ano UOL       | 2018      | Melhor Musical           | Os Últimos 5 Anos              | Venceu    |
| Prêmio Melhores do Ano UOL       | 2018      | Melhor Versão Brasileira | Rafael Oliveira                | Venceu    |
| Prêmio Melhores do Ano UOL       | 2018      | Melhor Design de Som     | Tocco Michelazzo               | Venceu    |